# Vésubiens
Les Vésubiens (Vesubiani) sont une peuplade celto-ligure qui vécut entre le  VIe siècle av. J.-C. et le  Ier siècle av. J.-C.

## Nom
Ils sont mentionnés par Pline l'Ancien dans Histoire naturelle.

## Localisation
Les Vésubiens habitaient dans la vallée de la Vésubie; leur territoire était situé au sud-est des Ectiniens, au nord des Nérusiens et des Vediantes, et au nord-ouest des Intéméliens.